# Arethuseae
Arethuseae es una tribu de plantas de la familia de las orquídeas (Orchidaceae) que pertenece a la subfamilia Epidendroideae del grupo de "epidendroides superior". Se divide en dos subtribus, incluyendo 26 géneros y 739 especies.
Algunas especies de esta tribu están entre las favoritas de los coleccionistas de orquídeas. Incluye algunos de los géneros más populares como Coelogyne, Thunia y Pholidota, así como de las especies más pequeñas, en particular, de los géneros Pleione, Dendrochilum y Chelonistele.

## Distribución
El área de distribución de la tribu incluye el sur de Asia, Este de Asia (India, Sri Lanka, la región Himalaya, China, Indochina, Indonesia y Malasia, Taiwán y Japón), Oceanía (Nueva Guinea, Australia y las islas del Pacífico), América del Norte (Estados Unidos y Canadá) y el Caribe (Bahamas y Cuba). Mientras que la subtribu Arethusinae tiene una distribución pantropical la Coelogyninae están sólo en el Viejo Mundo.

## Taxonomía
Descrita por el botánico inglés John Lindley en 1826, la tribu Arethuseae ha sido redefinida varias veces a lo largo de los años.
Agrupada según lo descrito por Dressler (1993) incluye 28 géneros distribuidos en 3 sub-tribus: Arethusinae, Bletiinae y Chysinae. Esta agrupación, de hecho gran parte polifilética y muchos de los géneros incluidos fueron reubicados entre Collabieae o Epidendreae. Los estudios filogenéticos también han demostrado una estrecha afinidad entre Arethusinae y Coelogyninae, una agrupación que estaba según Dressler en su propia tribu de  (Coelogyneae).
Actualmente al tribu comprende 26 géneros:
Subtribu Arethusinae
- Anthogonium Wall. ex Lindl., 1836 (1 sp.)
- Arethusa  L.,1753 (1sp.)
- Arundina Blume, 1825 (2 spp.)
- Calopogon  R.Br. in W.T.Aiton, 1813 (5 spp.)
- Eleorchis Maek., 1935 (1 sp.)

Subtribu Coelogyninae
- Aglossorrhyncha Schltr., 1905 (13 spp.)
- Bletilla Rchb.f., 1835 (5 spp.)
- Bracisepalum J.J.Sm., 1933 (2 spp.)
- Bulleyia Schltr., 1912 (1 sp.)
- Chelonistele Pfitzer, 1907 (13 spp.)
- Coelogyne Lindl., 1824 (198 spp.)
- Dendrochilum Blume, 1825 (272 spp.)
- Dickasonia L.O.Williams, 1941 (1 sp.)
- Dilochia  Lindl., 1830 (8 spp.)
- Entomophobia de Vogel, 1984 (1 sp.)
- Geesinkorchis de Vogel, 1984 (4 spp.)
- Glomera Blume, 1825 (131 spp.)
- Gynoglottis J.J.Sm., 1904 (1 sp.)
- Harmonyris Sweet., 1969 (1 sp.)
- Ischnogyne Schltr., 1913 (1 sp.)
- Nabaluia Ames, 1920 (3 spp.)
- Neogyna Rchb.f., 1852 (1 sp.)
- Otochilus  Lindl., 1830 (5 spp.)
- Panisea  (Lindl.) Lindl., 1854 (10 spp.)
- Pholidota  Lindl., 1825 (39 spp.)
- Pleione D.Don, 1825 (21 spp.)
- Thunia  Rchb.f., 1852 (5 spp.)